# Siracusa Moscato
Il  Siracusa Moscato è un vino a DOC che può essere prodotto nel comune di Siracusa nell'omonima provincia.

## Vitigni con cui è consentito produrlo
- Moscato bianco per almeno l'85%
- altri vitigni a bacca bianca, idonei alla coltivazione nella Regione Siciliana per un massimo del 15%

## Caratteristiche organolettiche
- colore: dal giallo dorato più o meno intenso tendente all'ambrato;
- odore: caratteristico, fragrante di Moscato;
- sapore: caratteristico; dal secco al dolce;

## Produzione
Provincia, stagione, volume in ettolitri